# E. J. Lowe
Edward Jonathan Lowe (* 24. März 1950 in Dover; † 5. Januar 2014) war ein britischer Philosoph.
Er gehörte mit seinen Arbeiten in der Metaphysik, Philosophie des Geistes, Sprachphilosophie, philosophischen Logik und Religionsphilosophie zu den bedeutenden Philosophen des 20. und frühen 21. Jahrhunderts. Darüber hinaus lieferte er wichtige philosophiegeschichtliche Beiträge zur Philosophie der frühen Neuzeit, vor allem zu John Locke.
Neben seinen elf Büchern veröffentlichte er vier Sammelbände und weit mehr als 300 Aufsätze. Der Schwerpunkt seines Interesses lag im Bereich der Metaphysik, deren Fragen er immer wieder in systematischer Weise anging.

## Leben
Nach Abschluss seiner Schulzeit an der Bushey Grammar School ging Lowe 1968 nach Cambridge, um Naturwissenschaften zu studieren.
Nach einem Jahr wechselte er in das Fach Geschichte und erwarb 1971 einen Bachelor-Abschluss. Danach ging er nach Oxford, um das Studium der Philosophie aufzunehmen. Er wurde dort mit der Arbeit Induction and Causal Inference von Simon Blackburn im Jahre 1975 promoviert. Nach einer kurzen Lehrtätigkeit an der University of Reading wechselte Lowe 1980 an die University of Durham, wo er bis zu seinem Tode blieb.

## Werk
Lowes Hauptinteresse galt der Metaphysik. Er verstand sie als die grundlegendste Form der philosophischen Untersuchung und hielt sie für „unvermeidlich“ – sowohl für die Wissenschaften als auch für die Auffassungen des Common Sense.
Neben seinen Arbeiten zu grundlegenden Fragen der Metaphysik beschäftigte sich Lowe philosophiegeschichtlich immer wieder mit John Locke. Weitere Themen bildeten das ontologische Argument, Wahrheit, Referenz, Vagheit, Intentionalität, Prädikation, Kontrafaktizität und Bewusstsein. Lowe schrieb auch weit verbreitete Einführungen zur Metaphysik und Philosophie des Geistes.

## Metaphysik
Die Metaphysik hat für Lowe eine doppelte Charakterisierung. Als Wissenschaft des Möglichen erforscht sie, wie die Dinge sein können. Zu verstehen, was möglich ist, ist für Lowe die Voraussetzung, um zu verstehen, was tatsächlich ist. Zum anderen beschäftigt sich die Metaphysik – im Anschluss an Aristoteles – mit dem „Wesen“ der Dinge und fragt nach der realen Definition von Entitäten.
Eine besondere Bedeutung für die metaphysische Forschung haben für Lowe die Sprache und die formale Logik. Diese können aber auch in die Irre führen, weshalb metaphysische Schlussfolgerungen nicht auf rein sprachlichen oder logischen Analysen basieren dürfen.
Lowe wendet sich gegen den neokantianischen Einwand von der Unmöglichkeit der Metaphysik. Auch wir selbst und unsere Gedanken seien Teil der Realität, weshalb auch ein Wissen, wie die Dinge wirklich sind, möglich sei.

### Aufgaben der Metaphysik

#### Wissenschaft des Möglichen
Als Wissenschaft des Möglichen ist die Metaphysik zunächst eine apriorische Disziplin. Nur sie allein kann uns sagen, was Dinge sein können und welche Dinge überhaupt möglich sind. Die Naturwissenschaften sind dazu nicht in der Lage, da sie sich auf das, was tatsächlich ist, konzentrieren.
Zu wissen, was möglich ist, ist die Voraussetzung dafür, um zu begreifen, was tatsächlich ist. Metaphysik kann als der Prozess der Kartierung des Bereichs der objektiven Möglichkeiten verstanden werden, was nach Lowe eine unabdingbare Voraussetzung für den Erwerb jeglichen empirischen Wissens darstellt. Nur wenn wir verstehen, was möglich ist, können wir verstehen, was tatsächlich ist. Die Metaphysik beleuchtet die Merkmale der Realität, die die empirische wissenschaftliche Untersuchung voraussetzt. Nur beide zusammen können zu einer vollständigen Darstellung der Realität gelangen.

#### Wissenschaft vom Wesen der Dinge
Parallel dazu sieht Lowe die Metaphysik als Wissenschaft vom Wesen an. Als solche hat sie die Aufgabe, danach zu fragen, was die reale Definition einer Entität ist. Sie versucht, die Natur oder das Wesen einer tatsächlichen oder möglichen Entität so klar wie möglich zu charakterisieren. “A real definition, by contrast, attempts to characterize, as perspicuously as possible, the nature or essence of some actual or possible being” Lowe übernimmt das Interesse an der Realdefinition von Dingen von Aristoteles. Er gilt daher als Schlüsselfigur für die gegenwärtige Wiederbelebung neoaristotelischer Ansätze in der Metaphysik, in der – im Unterschied zur Tradition von W.V.O. Quine – nicht in erster Linie nach dem gefragt wird, was existiert, sondern nach dem Wesen von Entitäten.
Die Verbindungen zu zwischen den beiden Haupt-Aufgaben der Metaphysik sieht Lowe darin, dass das Wesen einer Entität zugleich dessen Existenz- und Identitätsbedingungen darstellt. Sein Wesen bestimmt, was diese Entität ist oder sein könnte.

### Vier-Kategorien-Ontologie
Das Herzstück von Lowes metaphysischem Werk ist seine Verteidigung einer Vier-Kategorien-Ontologie. Diese wurde von ihm über einen langen Zeitraum hinweg entwickelt. Ihre ausführlichste Darstellung findet sich in seinem im Jahre 2006 erschienenen Werk The Four-Category Ontology: A Metaphysical Foundation for Natural Science.
Lowe schließt in seiner Vier-Kategorien-Ontologie explizit an das Frühwerk von Aristoteles, vor allem an dessen Kategorien-Schrift an.
Alle Entitäten (tatsächliche und mögliche) können nach Lowe einer der folgenden ontologischen Kategorien zugeordnet werden:
- Objekt: ein substanzielles Partikulares (1)
- Art: ein substanzielles Universelles (2)
- Modus: ein nicht-substanzielles Partikulares (3)
- Attribut: ein nicht-substanzielles Universelles (4)

Lowe fasst die Kategorien und Beziehungen in dem Bild des „Ontologischen Quadrats“ zusammen. Die vier grundlegenden Kategorien sind durch Instanziierungsbeziehungen miteinander verbunden. Ein partikuläres Objekt (1) ist eine Instanz einer Art (2); z. B. ist ein partikulärer Tiger eine Instanz der Art „Tiger“. Ein partikulärer Modus (3) ist eine Instanz eines nicht-substanziellen Universalem (4); z. B. ist die partikuläre Röte eines partikulären Balls die Instanz der nicht-substanziellen Universalie „Röte“.
Alle vier dieser Kategorien sind gleichermaßen fundamental. Begriffe wie „universell“, „partikular“ und „Entität“ – die allumfassende Kategorie, zu der alle Entitäten, sowohl universell als auch partikular, gehören – werden als transkategorial angesehen, da sie auf Entitäten aus mehreren Kategorien zutreffen.

#### Objekte
Lowe vertritt die Idee, dass (partikulare) Objekte weder bloße Bündel von Eigenschaften (von Tropen oder Universalien) sein können, noch als eine Mischung eines „mysteriösen Substrats (mysterious ‚substratum‘)“ gedacht werden sollten. Bei der Bündeltheorie bestehe das Problem darin, dass sie keine adäquaten Identitätsbedingungen für Eigenschaftsinstanzen liefern könne. Das Problem der Substrat-Ansicht sei dagegen die Vorstellung eines eigenschaftslosen Substrats, das die Eigenschaften eines einzelnen Objekts irgendwie „stütze (supports)“ und „vereine (unites)“. Objekte sind für Lowe vielmehr fundamentale Entitäten, die schwach von Eigenschaftsinstanzen abhängig sind und durch mindestens eine Eigenschaftsinstanz charakterisiert werden können.

#### Eigenschaften
Eigenschaften sind für Lowe Weisen, wie Objekte sind. Er unterscheidet zwischen universellen und partikularen Eigenschaften. Die partikulare Eigenschaft der „Röte“ ist die Art und Weise, wie ein Objekt konkret ist. Die universelle Eigenschaft der Röte ist die Art und Weise, wie mehr als ein Objekt ist, so dass von diesen Objekten gesagt werden kann, dass sie die gleiche Farbe haben. Das bedeutet, dass Eigenschaften keine Objekte sind, da sie nicht unabhängig existieren können. Sie sind stark von Objekten abhängig, Objekte aber nur schwach von Eigenschaften.
Relationale Eigenschaften zeichnen sich dadurch aus, dass sie die Verbindung von zwei oder mehr Objekten miteinander kennzeichnen. Sie gehen nicht schon aus den Einzel-Eigenschaften der Objekte hervor.

#### Arten
Lowe versteht Arten als substantielle Universalien. Als solche sind sie abstrakte Objekte und haben keine raumzeitlichen Eigenschaften oder Beziehungen. So besitzt z. B. die Art „Pferd“ keine raumzeitlichen Eigenschaften, auch wenn Einzel-Pferde in Raum und Zeit existieren. Lowe geht außerdem davon aus, dass Arten dort, wo sie instantiiert sind, nicht „vollständig vorhanden“ sind. Gemäß seiner Immanenzthese können Arten nicht unabhängig von ihren Instanziierungen existieren. So kann es z. B. die Art „Pferd“ ohne konkrete Einzel-Pferde nicht geben.

## Schriften
- Kinds of Being: A Study of Individuation, Identity and the Logic of Sortal Terms. Blackwell, Oxford 1989.
- Locke on Human Understanding. Routledge, London 1995.
- Subjects of Experience. Cambridge University Press, Cambridge 1996.
- The Possibility of Metaphysics. Cambridge University Press, Cambridge 1998.
- An Introduction to the Philosophy of Mind. Cambridge University Press, Cambridge 2000.
- A Survey of Metaphysics. Cambridge University Press, Cambridge 2002.
- Locke. Routledge, London, New York 2005.
- The Four-Category Ontology: A Metaphysical Foundation for Natural Science. Cambridge University Press, Cambridge 2006.
- Personal Agency. Cambridge University Press, Cambridge 2007.
- More Kinds of Being: A Further Study of Individuation, Identity, and the Logic of Sortal Terms. Wiley-Blackwell 2009.
- Forms of Thought: A Study in Philosophical Logic. Cambridge University Press, Cambridge 2013.